# Todd Boekelheide

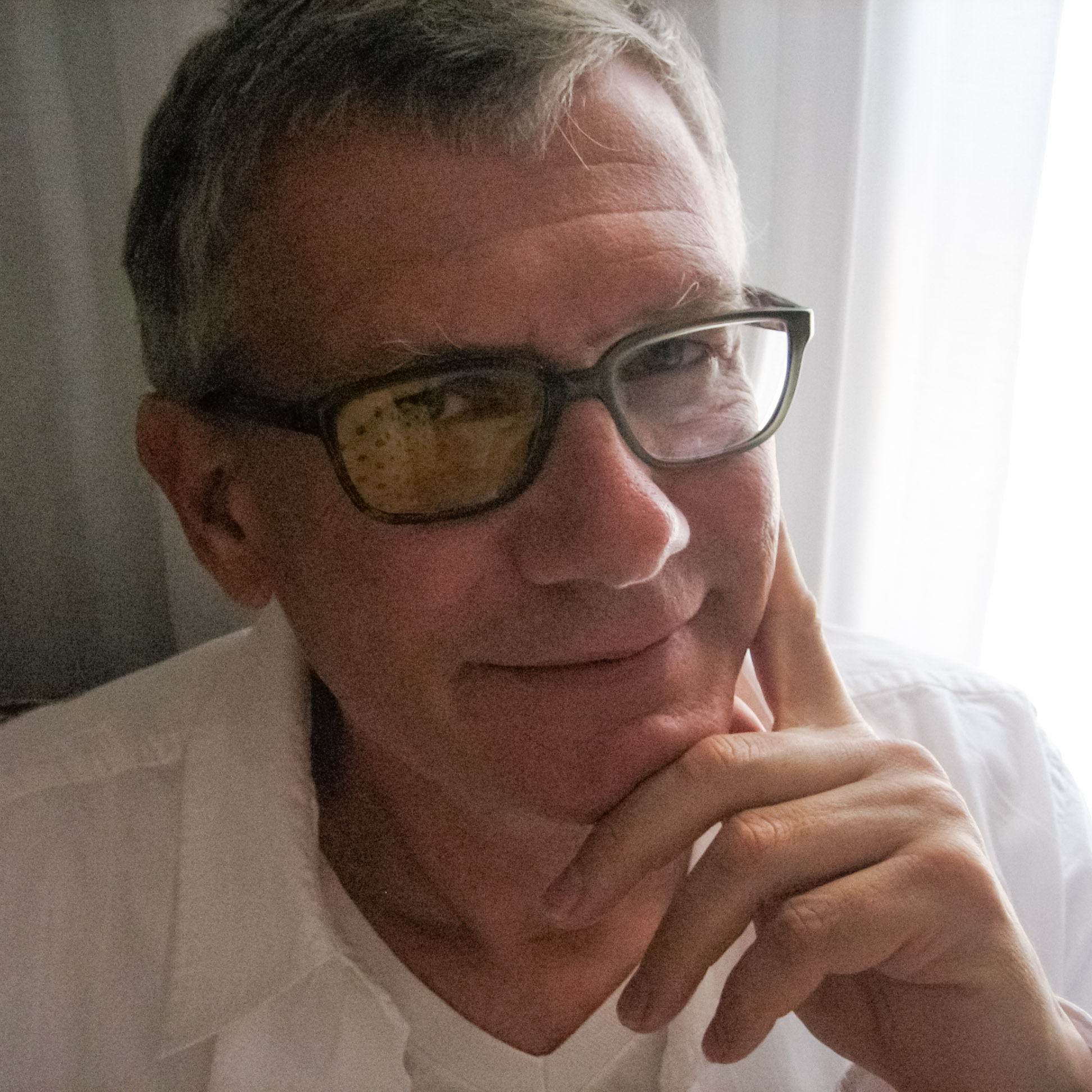
Todd Boekelheide

Todd Boekelheide é um sonoplasta estadunidense. Venceu o Oscar de melhor mixagem de som na edição de 1985 por Amadeus, ao lado de Mark Berger, Tom Scott e Chris Newman.